# Wacton (Norfolk)
Wacton – wieś w Anglii, w hrabstwie Norfolk, w dystrykcie South Norfolk. Leży 18 km na południe od Norwich i 142 km na północny wschód od Londynu. Miejscowość liczy 319 mieszkańców.